# Élisabeth Boselli
Élisabeth Thérèse Marie Juliette Boselli (Parigi, 11 marzo 1914 – Lione, 25 novembre 2005) è stata un'aviatrice e militare francese, fu la prima donna francese pilota militare di velivolo da caccia con brevetto ottenuto nel 1946. Fu detentrice di diversi primati del mondo.

## Biografia
Conseguita la laurea in Scienze Politiche presso l'Università della Sorbona, partecipò per caso a un convegno sull'aviazione e, incuriosita, si iscrisse a un aeroclub nella 16ª circoscrizione di Parigi e acquistò in comproprietà un Léopoldoff 45, conseguendo il brevetto di pilota da turismo il 10 gennaio 1938. L'anno dopo debuttò in una formazione acrobatica nella scuola di volo Morane. 
Un mese prima che scoppiasse la seconda guerra mondiale furono proibiti i voli civili e non ebbe la possibilità di andare oltre le 25 ore di volo che aveva totalizzato e di prendere il brevetto di trasporto pubblico.
Nel 1944 si arruolò volontaria e quando l'anno successivo Charles Tillon modificò la legge sull'accesso nell'aviazione militare alle donne con l'intento di costituire una squadra di aviatrici al femminile sul modello russo, Boselli entrò a far parte dell'Armée de l'air il 30 aprile. 
Dopo l'esercitazione sui Morane-Saulnier fu trasferita alla scuola per istruttori di volo a Tours, dove si esercitò su Stampe SV.4, e, in seguito, con il North, il Dewoitine D.500 e il Dewoitine D.520. Superò con successo le prove del brevetto militare che conseguì il 12 febbraio 1946.
Nel luglio dello stesso anno l'incarico di Charles Tillon ebbe fine insieme al governo De Gaulle: la squadra di aviatrici da lui voluta fu sciolta e furono loro offerti incarichi amministrativi. La Boselli rifiutò e si iscrisse prima alla scuola di volo a motore di Saint-Yan, quindi alla Scuola di volo a vela di Baynes, conseguendo il brevetto D. Dal 1952 fece parte della Patrouille de France, con la quale si esibì fino al 1956. 
Nel 1957 fu premiata con la gran medaglia dell'Aéro-Club de France. Dal luglio dello stesso anno partecipò alla guerra d'Algeria, integrata nella squadriglia di collegamento aereo 54 di Oued Hamimine compiendo oltre 335 missioni operative in 900 ore di volo su aerei Morane-Saulnier MS.733 Alcyon.
Al suo ritorno in Francia, fu impiegata come istruttrice e, in seguito, come addetta all'ufficio stampa dell'aviazione fino al 1969 quando andò in pensione col grado di capitano, La rivista Icare ha pubblicato la sua autobiografia.
A lei sono dedicati un quartiere della cittadina di Angers e una strada della città di Lione.

## I record
- Record del mondo femminile di altezza (4 800 metri) nel 1948;
- Record del mondo femminile di altezza (5 600 metri) sempre nel 1948
- Record mondiale femminile di altitudine per velivoli leggeri (5 971 metri) nel 1949
- Record del mondo femminile di velocità in circuito chiuso di 1 000 km (746,2 chilometri orari) nel 1955[8]
- Record del mondo femminile di distanza in circuito chiuso (1840 chilometri) nel 1955
- Record del mondo di distanza in linea retta (2 331,220 chilometri in 3 ore e 30 minuti) nel 1955

### Periodici
- (FR) Jacques Noetinger, Élisabeth Boselli, in Air et Cosmos, n. 1033, Paris, Societe des Editions Air et Cosmos (S.A.S.), 26 gennaio 1985.